# Vesper (cocktail)
Pour les articles homonymes, voir Vesper.
Un Vesper ou Vesper Martini (nuit, soirée, en latin) est un cocktail officiel de l'IBA, à base de vodka, gin, Lillet, et citron, créé en 1953 par le célèbre agent secret britannique James Bond 007 (variante de son cocktail vodka martini favori),, et nommé du nom de la James Bond girl agent double Vesper Lynd.

## Histoire
Ce cocktail est inventé par l'agent secret James Bond 007, dans son premier roman d’espionnage Casino Royale de Ian Fleming, en 1953, lors d'une rencontre au bar avec son homologue américain Felix Leiter de la CIA, avec « dans une flûte à champagne, 3 doses de Gin Gordon’s, 1 de vodka, et 1/2 de Kina Lillet ». Il affirme alors « cette boisson est ma propre invention. Je vais la breveter quand je pourrai trouver un bon nom ». Il la nomme plus tard du nom de la James Bond girl agent double Vesper Lynd, avec qui il a une relation amoureuse. 

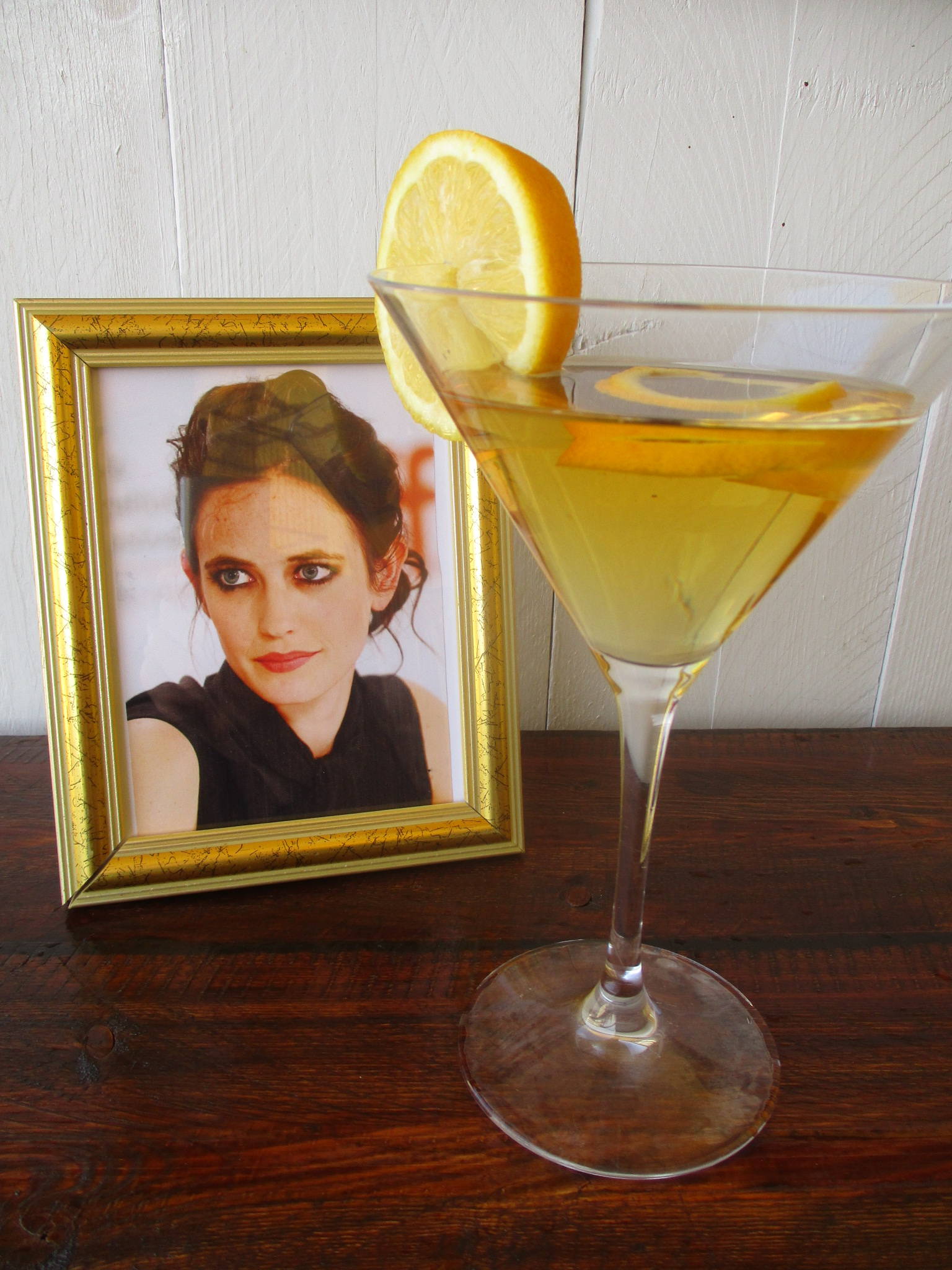

Ce cocktail apparaît deux fois dans le film Casino Royale de 2006 : 
- une première fois lorsque James Bond (Daniel Craig) le commande (suivi de plusieurs autres) alors qu'il joue à la table de poker avec Felix Leiter et Le Chiffre[6] (avec Mathis et Vesper Lynd au bar) « Un martini sec..., avec trois doses de Gordon, une dose de vodka, un shot de Kina Lillet, secouer jusqu'à ce qu'il soit glacé, et ajoutez un zeste de citron »[7].

- la seconde fois lorsque Vesper Lynd (Eva Green) demande à Bond s'il a donné son nom à la boisson « à cause de l'arrière-goût amer ». Bond lui répond alors qu'il a nommé ce cocktail « Vesper » car « une fois qu'on y a goûté, on n'a envie de rien d'autre »[8].

James Bond commande à nouveau ce cocktail dans le film Quantum of Solace, de 2008 (suite du film précédent), durant un vol aérien avec Mathis vers la Bolivie. Le barman décrit alors à Mathis la composition du cocktail, au bout du sixième verre bu par 007, sans en mentionner le nom.

## Recette de James Bond
- 3 doses de gin
- 1 dose de vodka
- 1/2 dose de Kina Lillet (qui n'existe plus depuis 1987, remplacé depuis par du Lillet blanc)
- 1 zeste de citron

Mélanger les ingrédients avec de la glace au shaker, puis filtrer et servir dans un verre à cocktail, avec un zeste de citron,,.

## Variantes
- Vodka martini
- Martini (cocktail)
- Casino (cocktail)
- Green Vesper (avec de l'absinthe à la place du Lillet blanc).

## Littérature
- 1953 : Casino Royale (roman), de Ian Fleming. Création du cocktail par James Bond 007.

## Cinéma
- 2006 : Casino Royale, de Martin Campbell, avec Daniel Craig et Eva Green.
- 2008 : Quantum of Solace, de Marc Forster (suite du précédent).

- 2021 : Last Night in Soho, d'Edgar Wright.